# Wolha Hawarzowa
Wolha Aljaksejeuna Hawarzowa (belarussisch Вольга Аляксееўна Гаварцова; engl. Transkription Olga Govortsova; * 23. August 1988 in Pinsk, damals Sowjetunion) ist eine belarussische Tennisspielerin.

## Karriere
Hawarzowa begann im Alter von sechs Jahren mit dem Tennissport. Sie bevorzugt für ihr Spiel von der Grundlinie Hartplätze. 2002 bestritt sie ihr erstes Turnier auf dem ITF Women’s Circuit, 2003 gewann sie ihren ersten ITF-Titel.
2004 debütierte sie beim Turnier in Taschkent als Qualifikantin auf der WTA Tour. Ihre größten Erfolge im Einzel feierte sie mit den Finalteilnahmen in Memphis (2008), Moskau (2009) und Ponte Vedra Beach (2010). Ihr bestes Abschneiden bei Grand-Slam-Turnieren gelang ihr in Paris (2008 und 2009) und in Melbourne (2012), als sie dort jeweils in die dritte Runde einzog.
Seit 2008 spielt Hawarzowa für die belarussische Fed-Cup-Mannschaft. Von ihren bislang 37 Fed-Cup-Partien konnte sie 25 gewinnen.
Am 9. Oktober 2010 gewann sie ihren vierten WTA-Doppeltitel, zusammen mit Chuang Chia-jung besiegte sie im Finale von Peking die Paarung Gisela Dulko/Flavia Pennetta mit 7:62, 1:6, [10:7]. Beim Turnier in Memphis gewann sie 2011 an der Seite von Alla Kudrjawzewa das Endspiel gegen die Paarung Andrea Hlaváčková/Lucie Hradecká mit 6:3, 4:6, [10:8]. Beim Rasenturnier von Birmingham konnten die beiden ein zweites Mal feiern, als sie im Endspiel Sara Errani und Roberta Vinci mit 1:6, 6:1, [10:5] besiegten. 2011 ließ sie in New Haven an der Seite von Chuang Chia-jung mit einem Endspielsieg gegen dieselbe Paarung einen weiteren Doppeltitel folgen.
2012 gewann Hawarzowa zusammen mit Klaudia Jans-Ignacik beim WTA-Turnier in Straßburg, dem Vorbereitungsturnier auf die French Open, Doppeltitel Nummer acht. Beim Sandplatzturnier von Barcelona erreichte sie dann nach längerer Zeit wieder ein Viertelfinale im Einzel (Dreisatzniederlage gegen Sorana Cîrstea). Sie bestätigte diese Leistung beim Hartplatzturnier von New Haven (1:6, 2:6 gegen Maria Kirilenko). Bei den US Open stand sie 2012 erstmals in der dritten Runde.

## Turniersiege

### Einzel
| Nr. | Datum              | Turnier              | Kategorie    | Belag             | Finalgegnerin           | Ergebnis        |
| --- | ------------------ | -------------------- | ------------ | ----------------- | ----------------------- | --------------- |
| 1.  | 11. März 2007      | Minsk                | ITF $25.000  | Teppich (Halle)   | Eva Hrdinová            | 6:75, 6:2, 6:3  |
| 2.  | 15. April 2007     | Jackson              | ITF $25.000  | Sand              | Melissa Torres-Sandoval | 6:1, 6:1        |
| 3.  | 12. Februar 2012   | Midland              | ITF $100.000 | Hartplatz (Halle) | Magdaléna Rybáriková    | 6:3, 6:76, 7:65 |
| 4.  | 22. Februar 2015   | Kreuzlingen          | ITF $25.000  | Teppich (Halle)   | Rebecca Šramková        | 6:2, 6:1        |
| 5.  | 21. März 2015      | Sevilla              | ITF $25.000  | Sand              | Maryna Zanevska         | 7:5, 6:2        |
| 6.  | 18. September 2016 | Zhuhai               | ITF $50.000  | Hartplatz         | İpek Soylu              | 6:1, 6:2        |
| 7.  | 16. April 2017     | Indian Harbour Beach | ITF $80.000  | Sand              | Amanda Anisimova        | 6:3, 4:6, 6:3   |
| 8.  | 30. Juni 2019      | Darmstadt            | ITF W25      | Sand              | Clara Tauson            | 6:1, 7:63       |
| 9.  | 16. Februar 2020   | Nicholasville        | ITF W100     | Hartplatz (Halle) | Claire Liu              | 6:4, 6:4        |

### Doppel
| Nr. | Datum              | Turnier         | Kategorie             | Belag             | Partnerin            | Finalgegnerinnen                             | Ergebnis          |
| --- | ------------------ | --------------- | --------------------- | ----------------- | -------------------- | -------------------------------------------- | ----------------- |
| 1.  | November 2003      | Ramat haScharon | ITF $10.000           | Hartplatz         | Wiktoryja Asaranka   | Natalie Neri Danielle Steinberg              | 6:0, 6:3          |
| 2.  | 19. Mai 2008       | Istanbul        | WTA Tier III          | Sand              | Jill Craybas         | Marina Eraković Polona Hercog                | 6:1, 6:2          |
| 3.  | 20. September 2009 | Guangzhou       | WTA International     | Hartplatz         | Tazzjana Putschak    | Kimiko Date Krumm Sun Tiantian               | 3:6, 6:2, [10:8]  |
| 4.  | 26. September 2009 | Taschkent       | WTA International     | Hartplatz         | Tazzjana Putschak    | Witalija Djatschenko Kazjaryna Dsehalewitsch | 6:2, 6:71, [10:8] |
| 5.  | 9. Oktober 2010    | Peking          | WTA Premier Mandatory | Hartplatz         | Chuang Chia-jung     | Gisela Dulko Flavia Pennetta                 | 7:62, 1:6, [10:7] |
| 6.  | 19. Februar 2011   | Memphis         | WTA International     | Hartplatz (Halle) | Alla Kudrjawzewa     | Andrea Hlaváčková Lucie Hradecká             | 6:3, 4:6, [10:8]  |
| 7.  | 12. Juni 2011      | Birmingham      | WTA International     | Rasen             | Alla Kudrjawzewa     | Sara Errani Roberta Vinci                    | 1:6, 6:1, [10:5]  |
| 8.  | 27. August 2011    | New Haven       | WTA Premier           | Hartplatz         | Chuang Chia-jung     | Sara Errani Roberta Vinci                    | 7:5, 6:2          |
| 9.  | 26. Mai 2012       | Straßburg       | WTA International     | Sand              | Klaudia Jans-Ignacik | Natalie Grandin Vladimíra Uhlířová           | 6:74, 6:3, [10:3] |
| 10. | 2. Februar 2019    | Midland         | ITF $100.000          | Hartplatz (Halle) | Walerija Sawinych    | Cori Gauff Ann Li                            | 6:4, 6:0          |
| 11. | 9. November 2019   | Las Vegas       | ITF $60.000           | Hartplatz         | Mandy Minella        | Sophie Chang Alexandra Mueller               | 6:3, 6:4          |
| 12. | 31. Juli 2021      | Belgrad         | WTA Challenger        | Sand              | Lidsija Marosawa     | Alena Fomina Jekaterina Jaschina             | 6:2, 6:2          |

## Abschneiden bei Grand-Slam-Turnieren

### Einzel
| Turnier         | 2007 | 2008 | 2009 | 2010 | 2011 | 2012 | 2013 | 2014 | 2015 | 2016 | 2017 | 2018 | 2019 | 2020 | 2021 | 2022 | 2023 | Karriere |
| --------------- | ---- | ---- | ---- | ---- | ---- | ---- | ---- | ---- | ---- | ---- | ---- | ---- | ---- | ---- | ---- | ---- | ---- | -------- |
| Australian Open | —    | 1    | 1    | 1    | 1    | 2    | 2    | 2    | Q3   | 1    | Q1   | —    | Q3   | Q2   | Q1   | Q3   | —    | 2        |
| French Open     | —    | 3    | 3    | 2    | 2    | 2    | 1    | 1    | Q1   | 1    | Q1   | —    | —    | —    | 1    | Q1   | Q1   | 3        |
| Wimbledon       | 2    | 1    | 2    | 1    | 1    | 2    | 1    | 1    | AF   | 1    | Q1   | —    | —    |      | 1    | —    | —    | AF       |
| US Open         | 2    | 2    | 1    | 1    | 1    | 3    | 1    | 1    | 2    | Q1   | —    | Q3   | Q2   | 2    | Q1   | —    | Q1   | 3        |

Zeichenerklärung: S = Turniersieg; F, HF, VF, AF = Einzug ins Finale / Halbfinale / Viertelfinale / Achtelfinale; 1, 2, 3 = Ausscheiden in der 1. / 2. / 3. Hauptrunde; Q1, Q2, Q3 = Ausscheiden in der 1. / 2. / 3. Qualifikationsrunde; nicht ausgetragen

### Doppel
| Turnier         | 2007 | 2008 | 2009 | 2010 | 2011 | 2012 | 2013 | 2014 | 2015 | 2016 | Karriere |
| --------------- | ---- | ---- | ---- | ---- | ---- | ---- | ---- | ---- | ---- | ---- | -------- |
| Australian Open | —    | 2    | 1    | 1    | AF   | 1    | 2    | 1    | —    | 1    | AF       |
| French Open     | —    | 1    | 1    | AF   | 1    | 2    | 2    | 1    | —    | —    | AF       |
| Wimbledon       | —    | 1    | —    | 2    | 2    | AF   | 1    | —    | —    | —    | AF       |
| US Open         | 1    | 1    | AF   | 2    | 1    | 1    | 1    | —    | 2    | —    | AF       |

### Mixed
| Turnier         | 2008 | 2009 | 2010 | 2011 | Karriere |
| --------------- | ---- | ---- | ---- | ---- | -------- |
| Australian Open | —    | —    | —    | AF   | AF       |
| French Open     | AF   | —    | —    | —    | AF       |
| Wimbledon       | AF   | —    | 2    | AF   | AF       |
| US Open         | —    | —    | AF   | VF   | VF       |